# Лазурі (Димбовіца)
Лазурі (рум. Lazuri) — село у повіті Димбовіца в Румунії. Входить до складу комуни Комішань.
Село розташоване на відстані 65 км на північний захід від Бухареста, 8 км на південний схід від Тирговіште, 86 км на південь від Брашова.

## Населення
За даними перепису населення 2002 року у селі проживали 1930 осіб, з них 1928 осіб (99,9%) румунів. Усі жителі села рідною мовою назвали румунську.